# Traralgon Challenger 2022
Il Traralgon Challenger 2022, nome ufficiale Traralgon International, è stato un torneo di tennis facente parte della categoria Challenger 80 nell'ambito dell'ATP Challenger Tour 2022 maschile e della categoria W60+H dell'ITF Women's World Tennis Tour femminile. È stata la 9ª edizione del torneo maschile e la 1ª di quello femminile; si è giocato a Traralgon in Australia dal 3 al 9 gennaio 2022 sui campi in cemento del Traralgon Tennis Centre. Il torneo femminile era dotato di un montepremi di $60.000 + ospitalità, quello maschile di $58.320.

## Partecipanti ATP Challenger

### Teste di serie
| Nazionalità | Giocatore            | Ranking* | Testa di serie |
| ----------- | -------------------- | -------- | -------------- |
| Francia     | Gilles Simon         | 122      | 1              |
| Rep. Ceca   | Jiří Lehečka         | 141      | 2              |
| Rep. Ceca   | Zdeněk Kolář         | 142      | 3              |
| Rep. Ceca   | Tomáš Macháč         | 143      | 4              |
| Stati Uniti | Bjorn Fratangelo     | 165      | 5              |
| Stati Uniti | Mitchell Krueger     | 169      | 6              |
| Stati Uniti | Jeffrey John Wolf    | 174      | 7              |
| Kazakistan  | Michail Kukuškin     | 182      | 8              |
| Svizzera    | Marc-Andrea Hüsler   | 186      | 9              |
| Slovacchia  | Filip Horanský       | 195      | 10             |
| Belgio      | Kimmer Coppejans     | 208      | 11             |
| Paesi Bassi | Jesper de Jong       | 226      | 12             |
| Germania    | Maximilian Marterer  | 229      | 13             |
| Paesi Bassi | Robin Haase          | 230      | 14             |
| Francia     | Geoffrey Blancaneaux | 235      | 15             |
| Argentina   | Juan Pablo Ficovich  | 236      | 16             |

* Ranking al 27 dicembre 2021.

### Altri partecipanti
I seguenti giocatori hanno ricevuto una wild card per il tabellone principale:
- Joshua Charlton
- Blake Ellis
- Jeremy Jin
- Philip Sekulic
- Gilles Simon

I seguenti giocatori sono passati dalle qualificazioni:
- Ernests Gulbis
- Calum Puttergill
- Divij Sharan
- Rubin Statham

I seguenti giocatori sono entrati in tabellone come lucky loser:
- Patrick Fitzgerald
- David Hough

## Partecipanti ITF W60+H

### Teste di serie
| Nazionalità | Giocatrice                 | Ranking* | Testa di serie |
| ----------- | -------------------------- | -------- | -------------- |
| Cina        | Wang Xiyu                  | 131      | 1              |
| Stati Uniti | Katie Volynets             | 180      | 2              |
| Stati Uniti | Usue Maitane Arconada      | 181      | 3              |
| Grecia      | Valentini Grammatikopoulou | 183      | 4              |
| Austria     | Julia Grabher              | 184      | 5              |
| Giappone    | Kurumi Nara                | 185      | 6              |
| Brasile     | Laura Pigossi              | 191      | 7              |
| Francia     | Jessika Ponchet            | 197      | 8              |

* Ranking del 27 dicembre 2021.

### Altre partecipanti
Le seguenti giocatrici hanno ricevuto una wild card per il tabellone principale:
- Isabella Bozicevic
- Roisin Gilheany
- Lisa Mays
- Annerly Poulos

Le seguenti giocatrici sono passate dalle qualificazioni:
- Emina Bektas
- Catherine Harrison
- Richèl Hogenkamp
- Jesika Malečková
- Marina Melnikova
- Tara Moore
- Tereza Mrdeža
- Anastasia Zakharova

La seguente giocatrice è entrata in tabellone come lucky loser:
- Marie Benoît
- Miriam Kolodziejová
- Andrea Lázaro García

## Punti e montepremi

### Maschile
| Torneo    | Torneo              | V     | F     | SF    | QF    | 3T  | 2T  | 1T  | Q | Q3 | Q2  | Q1  |
| Singolare | Punti               | 80    | 50    | 30    | 16    | 7   | 4   | 0   | 2 | 0  | 1   | 0   |
| Singolare | Premi in denaro ($) | 7 200 | 4 240 | 2 510 | 1 460 | 860 | 520 | 390 | 0 | 0  | 260 | 130 |
| Doppio    | Punti               | 80    | 50    | 30    | 16    | –   | –   | 0   | – | –  | –   | -   |
| Doppio    | Premi in denaro ($) | 3 100 | 1 800 | 1 080 | 640   | –   | –   | 360 | – | –  | –   | –   |

## Campioni

### Singolare maschile
Tomáš Macháč ha sconfitto in finale  Bjorn Fratangelo con il punteggio di 7–6(2), 6–3.

### Singolare femminile
Yuan Yue ha sconfitto in finale  Paula Ormaechea con il punteggio di 6–3, 6–2.

### Doppio maschile
Manuel Guinard /  Zdeněk Kolář hanno sconfitto in finale  Marc-Andrea Hüsler /  Dominic Stricker con il punteggio di 6–3, 6–4.

### Doppio femminile
Emina Bektas /  Tara Moore hanno sconfitto in finale  Catherine Harrison /  Aldila Sutjiadi con il punteggio di 0–6, 7–6(1), [10–8].